# Votice
Votice (in tedesco Wotitz) è una città della Repubblica Ceca facente parte del distretto di Benešov, in Boemia Centrale.
Durante la mobilitazione nel 1938, la Votizia fu comandata dalla 1ª Aerea. Il Corpo d'Armata Cecoslovacco sotto il comando dei Legionari russi e del corrispondente di Masaryk durante la prima guerra mondiale, Jan Šípek (nel 1918 dell'esercito dei legionari maggiori sulla Russia).